# نوارت آراکلیان
نوارت آراکلیان (ارمنی: Նվարդ Առաքելյան؛  زاده ۱۹۵۳) فارسی‌پژوه اهل ارمنستان است.  

## زندگی‌نامه
وی در ۱۹۵۳ در تهران به دنیا آمد. دوره‌های دبستان و دبیرستان را در ایران به پایان برد. پس از کوچیدن به ارمنستان در دانشگاه دولتی ایروان در رشتهٔ زبان و ادبیات فارسی سرگرم تحصیل شد. وی در ۱۹۷۶م در رشتهٔ خاورشناسی از دانشگاه دولتی ایروان دانشنامهٔ کارشناسی گرفت. سپس به دبیری، مترجمی و مجری‌گری برنامه‌های فارسی تلویزیون پرداخت. وی چندی کلاس‌های آزاد زبان و ادبیات فارسی مسجد جامع ایروان را اداره و در کلاس‌های فارسی مدرسهٔ پنجاه و نه ایروان تدریس کرده‌است. 
از آثارش: 
- الفبای فارسی (ایروان، ۱۹۹۹)؛،
- ترجمه و انتخاب متون کتاب‌های فارسی سال سوم تا ششم تألیف دکتر نالباندیان